# Network News Transfer Protocol
Network News Transfer Protocol (NNTP) é um protocolo da Internet para grupos de discussão da chamada Usenet. Foi definido inicialmente pela RFC 977; 20 anos depois, em Outubro de 2006 a RFC 3977 substituiu e tornou obsoleta a RFC original.
Especifica o modo de distribuição, busca, recuperação e postagem de artigos usando um sistema de transmissão confiável. Para clientes de leitura de noticias, o NNTP habilita a recuperação de artigos armazenados em um banco de dados centralizado, permitindo aos assinantes a opção de selecionar somente os artigos nos quais estão interessados.